# HDMS Knud Rasmussen (P570)
Pour les articles homonymes, voir Knud Rasmussen (homonymie) et Rasmussen.
Le HDMS Knud Rasmussen (P570) est l'un des patrouilleurs de la classe Knud Rasmussen servant dans la Marine royale danoise.

## Description
Le HDMS Knud Rasmussen est un patrouilleur de la classe Knud Rasmussen. Il a une longueur hors-tout de 61 m, un maître-bau de 14,6 m et un tirant d'eau de 4,9 m. Il est propulsé par deux moteurs diesels MAN B&W Diesel ALPHA 8L27/28 produits par MAN Diesel, une filiale de MAN basée en Allemagne. Il a un navire-jumeau, le HDMS Ejnar Mikkelsen.

## Histoire
Le HDMS Knud Rasmussen a participé à l'opération Nanook en 2010 et en 2014 au Canada.